# Mohamed Ulad-Mohand
Mohammad Ulad Mohand, dit Mohamed Ulad (Tetuan, 5 d'octubre de 1966) és un director i productor francès, d’origen marroquí.
Es va traslladar a París el 1986. Es va graduar a l'École Pratique des Hautes Études i té un DEUG en arts visuals a la Sorbona.

## Carrera
Ha dirigit tres curtmetratges de ficció i tres llargmetratges documentals (Candidats el 2006, Hercule contre Hermès el 2012, Les Français c'est les autres el 2016), guardonats amb premis en una vintena de festivals internacionals. Ha produït més de 35 documentals i ficcions (curtmetratges i mitjans) i ha produït o coproduït quatre llargmetratges. Va crear, amb l'advocada Isabelle Wekstein, l'associació LES PREJUGÉS que lluita contra totes les formes de prejudici, antisemitisme i racisme.
La seva pel·lícula Hercule contre Hermèsha estat emesa per Arte i per la cadena marroquina 20, també va rebre el Premi a la millor pel·lícula dels països francòfons. La pel·lícula va comptar amb el suport actiu de la societat civil i els mitjans francesos (Le Monde, Marianne, VSD...) i internacionals (New York Times).

## Premis i distincions
- Premi al Millor Jove Productor de la Fundació Jean-Luc Lagardère[16]
- Graduat de la Film Business School à Madrid
- Graduat de la Villa Médicis[17][18] à Rome
- Llorejat al Top 50 de la revista Variety,[19] Fifty To Watch
- Graduat de l'ACE (European film studio)
- Premi Copernic, 2016[20]

## Vida privada
Era el marit de Mazarine Pingeot, filla de François Mitterrand, amb qui va tenir un fill, Astor, nascut l’11 de juliol de 2005, i dues filles, Tara, nascuda el 5 d'octubre de 2007 i Marie, nascuda el 21 de desembre de 2009. Es van divorciar el 2014, après treize ans de relation.

## Filmografia
Dirigí les pel·lícules
- 1993 : Un Américain à Tanger (curtmetratge)
- 2000 : À travers le miroir (curtmetratge)
- 2001 : Café de la plage (curtmetratge)
- 2012 : Hercule contre Hermès (llargmetratge)
- 2013 : Anne Lauvergeon, l'art de dire non (migmetratge)
- 2016 : Les Français, c'est les autres (llargmetratge)

Va produir els llargmetratges
- 1993 : Villégiature de Philippe Alard
- 1998 : Des places dans les villes d'Angela Schanelec
- 1998 : Fantômes de Tanger d'Edgardo Cozarinsky
- 2000 : Le Harem de Madame Osmane de Nadir Moknèche